# Шимонек, Отто
Отто Шимонек (чеш. Otto Šimonek; 15 июля 1896[…], Брно, Цислейтания[…] — 14 сентября 1971) — чехословацкий футболист, нападающий.

## Биография
Отто Шимонек родился 5 июля 1896 года в австро-венгерском городе Брно (сейчас в Чехии).
Играл в футбол на позиции нападающего. Выступал за пражские «Спарту» (1923, 1925—1926) и «Славию» (1926—1927). В составе «Спарты» в 1926 году стал чемпионом Чехословакии, проведя за сезон 5 матчей.
В 1927 году провёл 3 товарищеских матча за сборную Чехословакии. Дебютировал 20 февраля в Милане в поединке с Италией (2:2), затем играл 20 марта в Вене с Австрией (2:1) и 24 апреля в Праге с Венгрией (4:1). Все матчи провёл полностью, мячей не забивал.
Умер 14 сентября 1971 года.

## Достижения

### Командные
Спарта
- Чемпион Чехословакии (1): 1926.